# Мосин, Игорь Евгеньевич
Игорь Евгеньевич Мосин (род. 28 марта 1964 года, Ленинград) — российский журналист, теле- и радиоведущий, музыкант, актёр, режиссёр, продюсер. Наиболее известен по работе на «Радио Балтика» (1990—2003) и «100ТВ» (2007—2013).

## Биография
Игорь Евгеньевич Мосин родился 28 марта 1964 года в Ленинграде.
В 1990—1991 годах в соавторстве с Кириллом Утешей снимал видео журнал «Толтрек — Видео» — первые клипы и концертные съемки независимых групп. Съемки проходили в БКЗ Октябрьский, клубе ТАМ-ТАМ, на концертных площадках других городов.
С 1990 по 2003 год под псевдонимом Игорь Быстров был ведущим, программным директором и продюсером «Радио Балтика». Вместе с Верой Писаревской вёл утреннее шоу «Будильник».
Продюсер — проекта «Ночь Музыки» — 20 благотворительных концертов за 24 часа на ведущих концертных площадках Санкт- Петербурга.
В 2004 году был ведущим программы «Простыми словами». С 2007 по 2013 год работал на телеканале «100ТВ» ведущим, затем арт-директором и шеф-редактором отдела информационно развлекательных программ. В 2007—2013 годах был руководителем программы «Однажды утром». В 2008—2012 годах — руководитель проекта «ФМТВ», затем — руководитель проекта «Битва поэтов».
С 2015 года Игорь работает продюсером и режиссёром в UTROMEDIA — создание документального кино, видеоконтента и продвижение в сети интернет.
В качестве барабанщика участвовал в следующих группах:
- Механический балет (1987)
- Дурное Влияние (1987—1991, 2011)[7][8][9]

альбом «Неподвижность» (1989)
альбом «Give Me New God» (1991)
- Бондзинский (1993—2004)[10]
- Бригадный подряд (1997—1999)
- Колибри (2002)

альбом «Любовь и её конечности» (2002)
- Югендштиль (2002)[11]

## Фильмография

### Режиссёр
- 1985 — Еда
- 1987 — Невинная жертва
- 2014 — Даниил Гранин. Монологи (документальный)
- 2016 — Высота лейтенанта Романова (документальный)
- 2016 — ЮФИТи (документальный)
- 2018 — У времени в плену. Эпоха Мыльникова (документальный)

### Актёр
- 1986 — Йя-хха —Камео [12]
- 1997 — Разбудить город
- Радиоволна

### Сценарист
- 1987 — Невинная жертва

### Продюсер
- 2014 — Галоша (документальный)
- 2015 — Человек земли Уц (документальный)

### Арт-директор
- 2009 — Темирканов. Репетиция (документальный)
- 2010 — Интонация (документальный)[13]

## Награды
- Премия «Золотое перо» за лучшую развлекательную программу 1997 года[14]
- ТЭФИ-регион 2010[15]
- ТЭФИ-регион 2011